# 尾川正二
尾川 正二（おかわ まさつぐ、1917年（大正6年）4月28日 - 2009年（平成21年）3月5日）は、旧朝鮮生まれの国文学者である。

## 経歴
京城帝国大学国文科卒業。太平洋戦争の徴兵により1943年から敗戦まで東部ニューギニア戦線に送り込まれる。復員帰国後の1946年、父祖の地・広島市で療養。1947年から1955年まで山陽高等学校の国語教師を務める。当時の生徒には戦場体験を語ることはなかったという。
広島大学大学院国文研究科修了。後に芦屋市に転居。関西学院高等部の国語教師を務め、関西学院大学社会学部で｢国語表現論｣を講義する。
戦場での体験をまとめた『極限のなかの人間』で、1970年に第1回大宅壮一ノンフィクション賞受賞。関西学院大学、桃山学院大学、梅花短期大学（現梅花女子大学短期大学部）教授を歴任した。

## 著作
- 『極限のなかの人間―極楽鳥の島』国際日本研究所・創文社、1969年
  - 『極限のなかの人間―「死の島」ニューギニア』筑摩書房・筑摩叢書、1983年
  - 『「死の島」ニューギニア―極限のなかの人間』光文社NF文庫、1998年、新装版2004年、改訂新版2024年
- 『野哭―ニューギニア戦記』創元社・創元新書、1972年
  - 『東部ニューギニア戦線―棄てられた部隊』図書出版社、1992年
  - 『東部ニューギニア戦線―棄てられた部隊』光文社NF文庫、2002年
- 『戦争 虚構と真実』光人社、2000年
  - 『戦争 虚構と真実　冷徹なる戦争論』光人社NF文庫、2013年
- 『帝国陸軍の教育と機構』新風舎、2003年

以下は国語関連
- 『文章表現入門』創元新書、1974年
- 『原稿の書き方』講談社現代新書、1976年
- 『文章の書き方』講談社現代新書、1982年
- 『文章のかたちとこころ　書くということ』筑摩書房、1989年／ちくま学芸文庫、1995年